# ドイツ研究振興協会
ドイツ研究振興協会（どいつけんきゅうしんこうきょうかい、独: Deutsche Forschungsgemeinschaft、英: German Research Foundation）は、ドイツの大学や研究機関で行われる基礎研究に対して研究助成をする政府機関である。文系を含めたすべての研究を対象に研究助成金を競争的資金として支給する。研究倫理の対処、つまり、研究論文などの捏造、改竄、盗用にも対処している。

## 機能

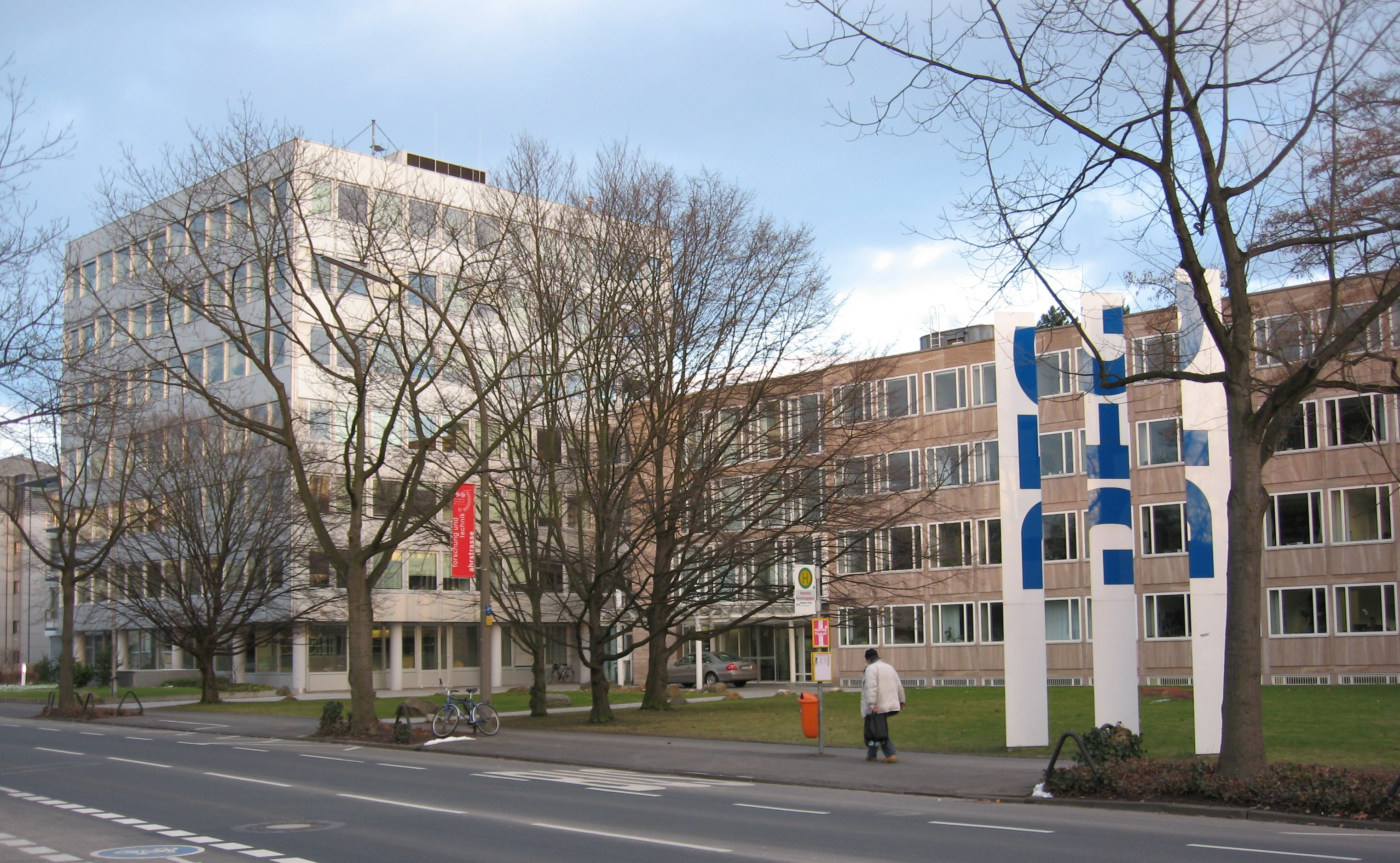
ドイツ・ボンのドイツ研究振興協会

ドイツ研究振興協会は、いろいろな助成プログラムや賞の授与により 科学、工学、人文科学の研究を助成している。本部はボンにある。ドイツの州と国の予算で運営されている。2017年現在、約100の研究大学と研究機関で構成されている。
ドイツ研究振興協会は、ゴットフリート・ヴィルヘルム・ライプニッツ賞、オイゲン＆イルゼ・ザイボルト賞をはじめ、さまざまな研究賞を授与している。

## 背景
1937年に、Notgemeinschaft der Wissenschaft(NG)が、Deutsche Gemeinschaft zur Erhaltung und Forderung der Forschung（"科学研究の支援と高度化のドイツ協会"）と改名された。略名の　Deutsche Forschungsgemeinschaft （DFG）として知られていた。
1945年、第二次世界大戦が終わり、DFGは閉鎖された。
1949年、ドイツ連邦共和国になった後、Notgemeinschaft der Wissenschaft (NG)が再建され、1951年からDeutsche Forschungsgemeinschaft （DFG）と改名された。

## 構造
ドイツ研究振興協会は国際科学会議のメンバーで、世界の多くの国に同等の組織がある。例えば、中国国家自然科学基金委員会（National Natural Science Foundation of China：NSFC）、 米国国立科学財団（米国）、王立協会(Royal society）(英国)、科学技術振興機構（日本）である。
ドイツ研究振興協会は、アジア、北米、欧州などに在外事務所を開設している。
2009年4月、ドイツ研究振興協会（DFG）の5番目の在外事務所として、東京のドイツ文化会館内（東京都港区赤坂）にDFG日本代表部を開設した。初代の代表は、イリス・ヴィーツォレック（Dr. Iris Wieczorek、日本学専門、女性）である。